# طوماس ناووتكا
طوماس ناووتكا (بالبولندية: Tomasz Nawotka)‏ (14 فبراير 1997 بأولشتين في بولندا - ) هو لاعب كرة قدم بولندي في مركز الوسط.

## روابط خارجية
- طوماس ناووتكا على موقع قاعدة بيانات كرة القدم.إي يو (الإنجليزية)
- طوماس ناووتكا على موقع Soccerway.com (الإنجليزية)
- طوماس ناووتكا على موقع AS.com (الإسبانية)